# Coccophagus semiatratus
Coccophagus semiatratus är en stekelart som beskrevs av De Santis 1947. Coccophagus semiatratus ingår i släktet Coccophagus och familjen växtlussteklar. Inga underarter finns listade i Catalogue of Life.